# Paraustrostrongylus trichosuri
Paraustrostrongylus trichosuri är en rundmaskart som beskrevs av Mawson 1973. Paraustrostrongylus trichosuri ingår i släktet Paraustrostrongylus och familjen Herpetostrongylidae. Inga underarter finns listade i Catalogue of Life.